# Rio Bandeirantes do Norte
O rio Bandeirantes do Norteé um curso de água do estado do Paraná.